# Mha Puja

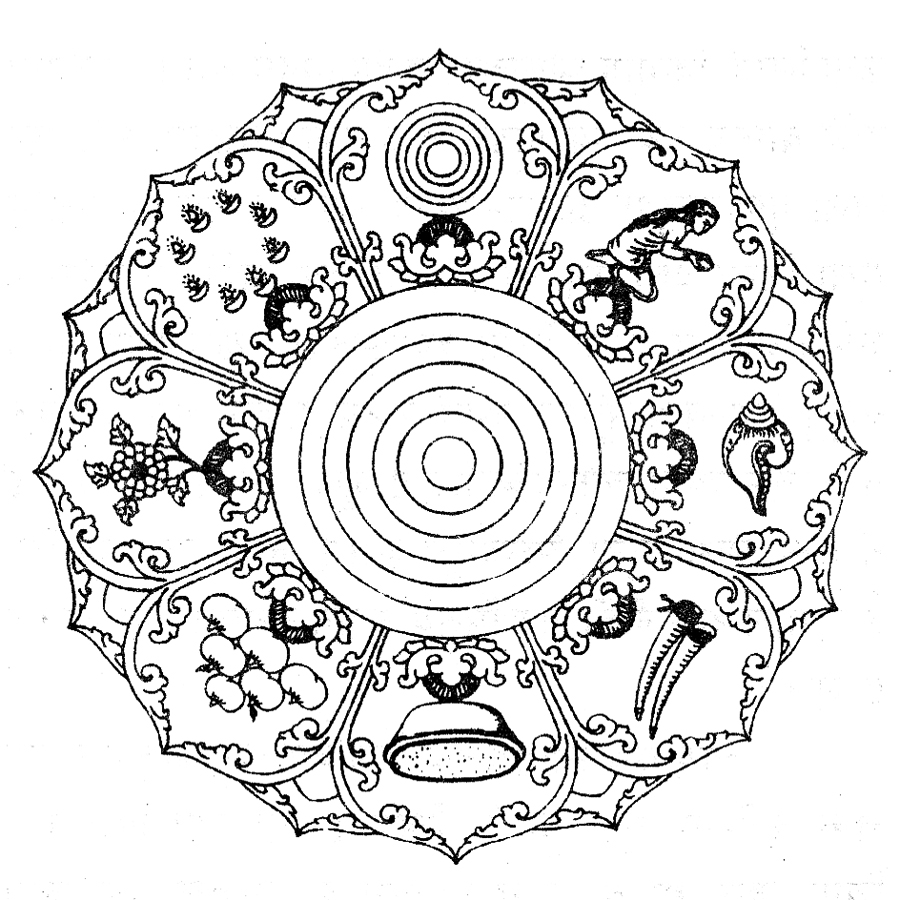
Mha-Puja-Mandala

Mha Pujā (Devanagari: म्हपुजा) ist ein jährliches Ritual der in Nepal lebenden Newar, welches die Seele im Rahmen von Neujahrsfeiern reinigen und stärken soll. Es wird am Neujahrstag durchgeführt, der nach dem nationalen Lunarkalender von Nepal, dem Nepal Sambat, während des Swanti-Festivals stattfindet.

## Bedeutung
Mha Pujā bedeutet „Verehrung des inneren Selbst“ und feiert den Geist in sich. Die Newah glauben, dass man sich selbst verstehen und respektieren muss, bevor man andere verstehen kann. Die Zeremonie soll die Grundlagen für einen vielversprechenden Beginn des neuen Jahres legen und ruft Wohlstand und Langlebigkeit für den Teilnehmer hervor. Es unterscheidet sich auch von anderen hinduistischen oder buddhistischen Gebeten darin, dass es die Verehrung des eigenen Selbst und nicht die übliche Verehrung von Göttern und Göttinnen oder anderen ist. Mha Pujā enthüllt die Beziehung eines Menschen zur umgebenden Natur und zum Kosmos. Neben dem Verstehen des Selbst als einen Teil des Universums, welches einen selbstlos und verantwortungsbewusster machen soll, gehört zum sozialen Aspekt von Mha Pujā auch das gemeinsame Feiern und das damit verbundene Schlemmen mit Familienmitgliedern, bei denen die familiären Beziehungen gestärkt werden sollen. Mha Pujā wird überall dort gefeiert, wo sich Nepalesen niedergelassen haben.

## Ablauf
Am Vorabend des Neujahrstages treffen sich die Familienmitglieder und zunächst setzen sich die Männer, dann die Frauen mit gekreuzten Beinen in einer Reihe. Für jedes Mitglied der Familie wird ein Mandala gezeichnet. Diese Mandala sind individuell gestaltet und mit unterschiedlichen Farben, Körnern, Früchten und Blumen dekoriert. Dazwischen liegt ein kleines Mandala aus Öl, welches die menschliche Seele darstellt. Da das kleine Mandala zwischen den Körnern und Früchten liegt, soll es dem Menschen Erfolg bringen, denn jedes Objekt repräsentiert einen bestimmten Gott und jede dieser Gottheiten segnet die Person. Die Frau des Hauses überreicht jedem Anwesenden einen extra langen Samtdocht für eine Öllampe. Diese wird auf dem Mandala platziert und leuchtet in alle vier Himmelsrichtungen. Dadurch wird die Person mit dem Mandala an allen Orten der Erde bekannt gemacht. Die Frau des Hauses zeichnet auf jede Stirn einen Tupfer mit farbiger Paste.
Gleichzeitig werden auch alle Haushaltsgegenstände wie Besen, Wassertöpfe, Utensilien und Maschinen auf die gleiche Weise geehrt und auch für sie werden Mandalas gezeichnet. Der Brauch hat seinen Ursprung im Oktober 880 nach Christus. Einer Legende nach befahl ein Gelehrter Trägern Sand aus dem Lakhu Tirtha, einem Fluss in Kathmandu, zu holen, da er wusste, dass sich dieser Sand am kommenden Tag in Gold verwandeln würde. Jemand anderes, namens Shankhadhar Sakhwaa, erfuhr davon und überredete die Träger, den Sand bei ihm zu lassen. Nachdem sich der Sand am nächsten Tag in Gold verwandelt hatte, nahm Shankhadhar Sakhwaa das Gold und bezahlte damit die Schulden aller Menschen im Kathmandutal. Dieser Tag galt nun den Menschen als der Beginn eines neuen Jahres und sie feierten ihn, um sich an ihr Glück zu erinnern.
Darauf folgt in der Zeremonie das Sagan Biyegu. Eine der Frauen geht die Reihen entlang und reicht jedem einen Tontopf mit Dhau (Joghurt), von dem jeder einen Tupfer nimmt und die Schläfe betupft. Danach werden Ritualgerichte präsentiert, die aus gekochtem Ei, geräuchertem Fisch und Reiswein bestehen. Der Reiswein wird in eine kleine Schüssel gegossen und dreimal nachgefüllt, dabei muss die Schüssel in der Hand gehalten werden und darf nicht abgestellt werden. Die Anbetung des Mandalas ist das Hauptritual während des Mha Pujā. Das Mandala stellt das Universum dar, und der Docht und die Räucherstäbchen, die während der Zeremonie angezündet werden, bedeuten, dass der Teilnehmer Helligkeit und Duft für andere verbreiten soll.
Am Ende der Zeremonie folgt für die Familienmitglieder das Fest. Ein Bronzeteller mit verheißungsvollen Nahrungsmitteln wird auf das Mandala gelegt und zerstört das sorgfältig hergestellte und dekorierte Design, um die weltliche Unbeständigkeit zu kennzeichnen.
Das Hauptmenü besteht aus acht Elementen, die die Astha Matrika darstellen, die acht Göttinnen der Großen Mutter, die als Beschützerinnen verehrt werden. Die Anordnung der Speisen auf dem Teller stellt auch ein Mandala dar, in dessen Mitte sich ein Haufen Reis befindet, der von acht Beilagen umgeben ist. Darüber hinaus werden andere Lebensmittel für ein üppiges Fest serviert. Nach dem Abendessen werden die Teller und Essensreste über die Nacht so belassen. Der Boden wird erst am nächsten Tag sauber gefegt.